# ماركو فيلاسكيز
ماركو فيلاسكيز (بالإسبانية: Marco Velásquez)‏ (23 يونيو 1988 في تشيلي - ) هو لاعب كرة قدم تشيلي في مركز الدفاع. لعب مع إيفرتون دي فينا ديل مار.

## وصلات خارجية
- ماركو فيلاسكيز على موقع قاعدة بيانات كرة القدم.إي يو (الإنجليزية)
- ماركو فيلاسكيز على موقع Soccerway.com (الإنجليزية)